# Aa (Dieze)

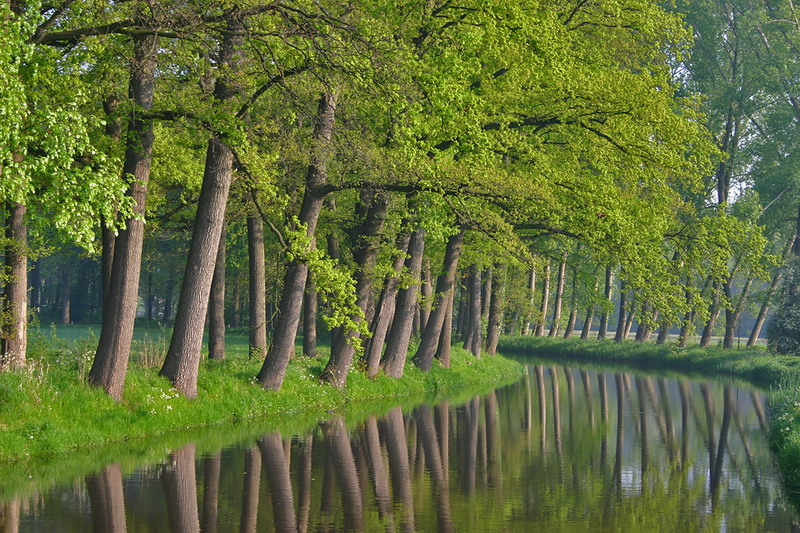
Die Aa bei Beek en Donk

Die Aa ist ein kleiner Fluss im Osten der Provinz Noord-Brabant in den Niederlanden. Sie hat namentlich eine Länge von ungefähr 72 km, ist jedoch keine hydrologische Einheit mehr. Vielmehr ist der Oberlauf ein kurzer Zufluss der Zuid-Willemsvaart, die ihrerseits ein künstlicher Parallellauf der Maas ist, der Unterlauf ein Parallellauf zum Kanal. Allerdings lässt man außer bei Hochwasser am Ende des gemeinsamen Laufs in Helmond so viel Wasser aus dem Kanal in den Unterlauf der Aa, wie oberhalb eingeflossen ist. Der Oberlauf entspringt im Gemeindegebiet von Nederweert in der Provinz Limburg und wird in Helmond in den Kanal geleitet. Der Unterlauf zweigt im Norden der Stadt vom Kanal ab und vereinigt sich im Zentrum von ’s-Hertogenbosch mit etwas größeren dem Fluss Dommel und dem alten Arm der Zuid-Willemsvaart zur Dieze. Diese mündet nordwestlich von ’s-Hertogenbosch in die Maas, 5,9 km flussabwärts der Mündung des Kanals. Mit der Begradigung der Aa wurde erst 1922 begonnen. Etwa seit der Jahrtausendwende bemüht man sich um Renaturierung und ersetzt geradlinige Flussabschnitte wieder durch Mäander.

## Entstehung
Die Aa ist während der letzten Eiszeit entstanden. Während des Pleistozän vor ungefähr zwei Millionen Jahren war die Maas ein Nebenfluss des Rheins und floss auf der Höhe Kölns in den Rhein. Nachdem sich das Eis zurückgezogen hatte, wobei die Endmoränenlandschaft in der Nähe von Utrecht und der Veluwe entstanden, suchten die Flüsse einen neuen Lauf. Die Ardennen schieden die Maas vom Rhein, wodurch diese viel weiter in nördliche Richtung flossen, bis sie bei Utrecht und der Veluwe ihre Richtung nach Westen veränderten um das Delta Schelde, Rhein und Mass zu bilden. Durch tektonische Verschiebungen entstand das Groote Peel im Osten von Noord-Brabant mit den Hochmoorgebieten bei Asten und Griendsveen. Die fluvialen Sedimente des De Kempen und der Hochmoore des Groote Peel strömten in das alte Tal der Maas. Auf diese Weise entstanden von Westen nach Osten die Flüsse Reusel, Beerze, Dommel und die Aa. Jeder dieser Flüsse hatte und hat seine eigenen Seitengewässer.

## Verlauf

### Quellflüsse und Oberlauf
Die Aa entsteht aus zwei zwischen 18 und 19 km langen Quellflüssen, die (wie viele niederländische Flüsse) ihren Ursprung heutzutage in Grabennetzen ländlicher Entwässerungssysteme haben. Beide entstehen in tief gelegenen Geländeabschnitten, „Kuilen“, also „Kuhlen“ nahe der Grenze zwischen den niederländischen Provinzen Limburg und Noord-Brabant, wo diese eher westöstlich verläuft, weil hier der breite südliche in den schmalen nördlichen Teil Limburgs übergeht.
Die Aa ohne Namenszusatz, also wohl als eigentlicher Oberlauf definiert, hat ihren Ursprung im Platkuil zwischen Ospel und Ospeldijk, beides Ortsteile der Gemeinde Nederweert in niederländisch Limburg. Auf den ersten drei bis vier Kilometern macht sie einen Bogen aus westlicher in nordnordwestliche Richtung und wird in jener dann über 10 km lang (zumeist im Abstand von über 100 m) westlich vom Schifffahrtskanal Zuid-Willemsvaart begleitet, dessen Mittlerer Abfluss mit 18 m³/s größer ist als derjenige der Aa an ihrer Mündung.
Auf der Höhe von Lierop wird ihr unter dem Kanal hindurch die aus Westsüdwest kommende Kleine Aa zugeleitet, die selber nur 4,7 km lang ist, aber wesentlich längere Quellbäche hat.
An der Gemeindegrenze zwischen Asten und Helmond mündet von rechts der zweite lange Quellfluss Astensche Aa, der aus den Hoeks(ch)e Kuilen kommt, gelegen in Noord-Brabant an der Grenze der Limburger Gemeinde Meijel. Dem Quellbereich kann bei Bedarf Wasser aus dem Kanaal van Deurne zugeführt werden, gebremst durch mehrere Wehre und regulierbar durch zwei absperrbare Düker (hier Unterquerungen von Straßen). Der Kanal erhält sein Wasser aus der Maas über den oberen Teil der Zuid-Willemsvaart und die Noordervaart. Das kalkhaltige Wasser das Maas verbessert die Bodenqualität und damit den Ertrag der trockengelegten Moorgebiete der Gegend.
800 m nach diesem Zusammenfluss wird die Aa durch einen Düker unter der Zuid-Willemsvaart hindurchgeleitet. Danach heißt sie Nieuwe Aa, weil dieser Abschnitt erst in den 1930er Jahren angelegt wurde. Nördlich der Kanalschleuse von Helmond wird die Neue Aa in die Zuidwillemsvart geleitet, 5 km nach der Vereinigung der Quellflüsse.

### Teil der Zuid-Willemsvaart
In dem Abschnitt, da Kanal und Fluss eines sind, mündet nördlich des Helmonder Stadtteils Dierdonk die Bakels(ch)e Aa, die ab 4,3 km oberhalb ihrer Mündung Oude Aa, also „Alte Aa“ heißt, ohne dass heutzutage weiter südlich eine Anbindung an einen anderen Aa-Lauf auszumachen wäre.

### Unterlauf
Nur 170 m nach der Mündung der Bakelse Aa lässt man die Aa, kontrolliert durch ein Wehr, aus dem Kanal nach links in ein eigenes Bett ablaufen, durch das sie von hier 55 km lang bis zur Vereinigung mit der Dommel fließt. Bald nach dem Abgang wird sie durch einen Düker wieder auf die Ostseite des Kanals geleitet. Der weitere Verlauf ist im Detail begradigt, verglichen mit dem Kanal jedoch geschlängelt.
Nach dem Düker bei Beek en Donk fließt die Aa zunächst nach Norden. Kurz vor der Erp biegt der Flusslauf weitläufig nach Westen ab, um anschließend durch Erp zu fließen. Veghel erreicht sie neben dem Kanal, fließt dann aber nordwärts am Stadtkern entlang. In Heeswijk-Dinther fließt sie zwischen der Ortslage und dem Kanal nordwestwärts. Nachdem der Fluss Berlicum passiert hat, wird sie beim ’s-Hertogenboscher Stadtteil Hintham unter dem Maximakanal (dem neuen Arm der Zuid-Willemsvvart) hindurch nach Westen geleitet. Im Norden des Stadtzentrums beim Stadtteil De Muntel vereinigen sich die Aa, der alte Arm der Zuid-Wilemsvvart und die Dommel zur Dieze. Diese fließt auf der Höhe von Crèvecoeur in die Maas.
Vor den ersten Regulierungsmaßnahmen umschlang die Aa teilweise ’s-Hertogenbosch, doch schon 1544 wurde die Aa geradliniger durch die Stadt geleitet, wahrscheinlich um den Wasserabfluss zu verbessern. Mit der Anlage des Kanals Zuid-Willemsvaart zwischen 1822 und 1826 wurde die alte Verbindung an den Hauptstrom der Dieze unterbrochen, sodass der Fluss heute den nordöstlichen Festungsgraben bildet und diesem Wasser zuführt. Wenn der Wasserstand der Maas Abfluss über die Dieze nicht zulässt, wird das Wasser über einen Abflusskanal abgeleitet. Hierdurch wird die Strömungsrichtung des Festungsgrabens umgekehrt und die Aa fließt durch das Bett der Dommel in Richtung Norden.

## Wirtschaftliche Nutzung

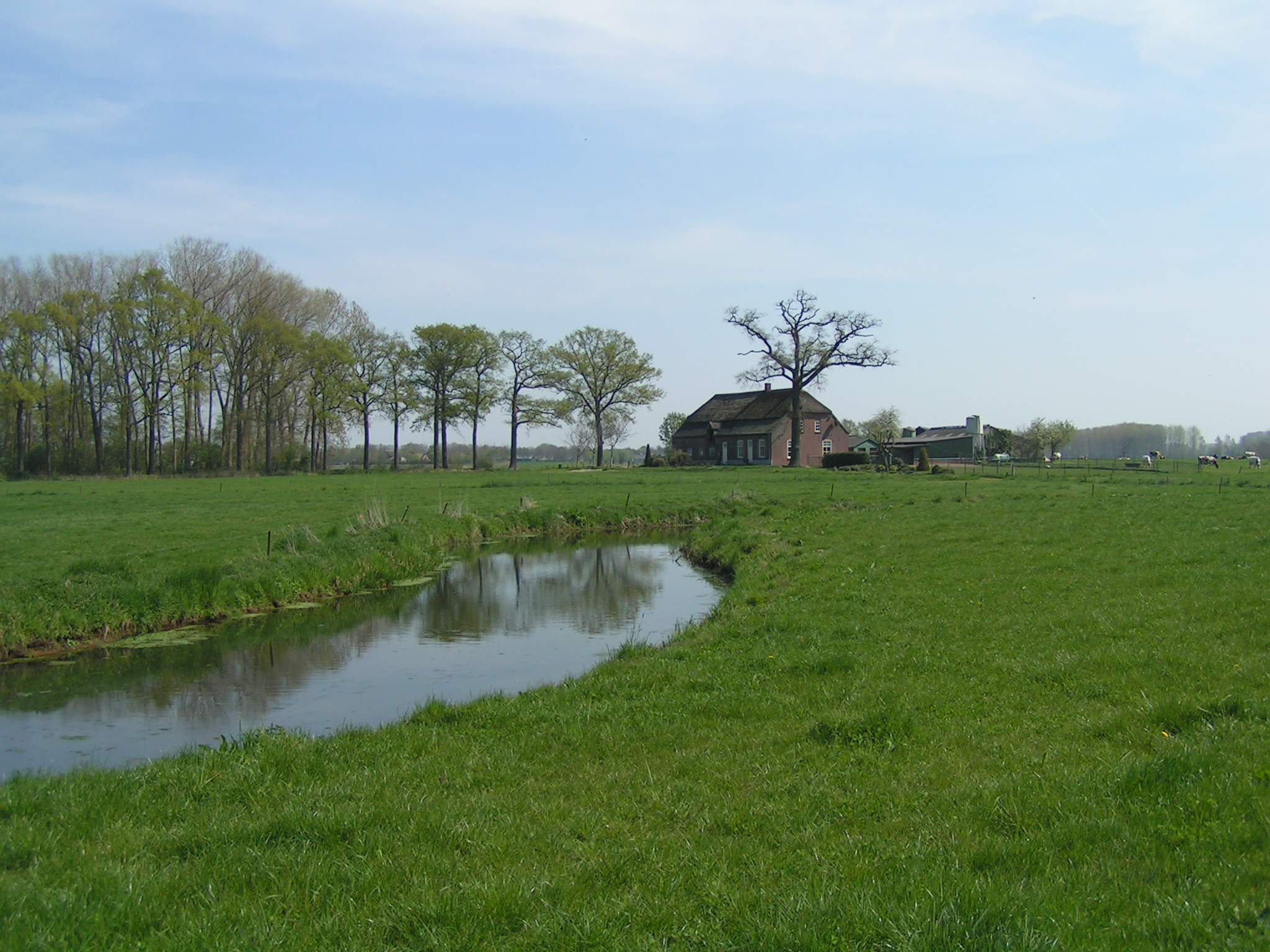
Alter Seitenarm der Aa

Über die Jahrhunderte hinweg fungierte der Fluss als Ableitungskanal für das überschüssige Wasser aus den höher gelegenen Sandböden, auf denen die Hauptansiedlungen stattfanden. Mit Zunahme der Bevölkerung wurden die niedriger gelegenen Nasswiesen und näher am Wasser gelegenen Sandböden besiedelt. Dies geschah besonders in Aarle-Rixtel, Beek en Donk, Keldonk und Heeswijk-Dinther, was zur Folge hatte, dass die Bewohner in diesen Gemeinden regelmäßig mit Überflutungen zu kämpfen hatten. Trotz der einst größeren Tiefe und Breite des Flusses war seine Aufnahmekapazität für überschüssiges Wasser stets unzureichend gewesen. Vor allem in den Wintermonaten waren die Verluste an Vieh und Frucht als Folge von Hochwasser hoch. Das Flussbett der Aa befand sich in einem desolaten Zustand, und die Müller der anliegenden Wassermühlen ließen das Wasser nach Belieben fließen, was zur Bildung großer Tümpel an verschiedenen Stellen führte und somit wiederum zu Überflutungen beitrug. Die zahlreichen Wassermühlen entlang der Aa und die arbiträre Nutzung des Wassers durch die Müller führten häufig zu Konflikten. Dies führte so weit, dass in der ersten Hälfte des 16. Jahrhunderts selbst an Kaiser Karl V. appelliert wurde, um in diesem Konflikt direkt zu vermitteln. Dieser ließ den Fluss 1545 vertiefen und stellte den Umfang des Wassers fest, den jeder Müller durchschleusen durfte. Diese Maßregeln wurden befolgt, bis der Ausbruch des Achtzigjährigen Krieges 1568 dem ein Ende setzte. Nachdem sich die betroffenen Gemeinden keinen Rat mehr wussten, gingen sie dazu über, die von ihnen abgelehnten Wassermühlen aufzukaufen, um sie zu schleifen. Dieses Vorhaben wurde beinahe überall in die Tat umgesetzt.
1573 erlaubte Philipp II. (Spanien) in seiner Eigenschaft als Herzog van Brabant der Stadt Helmond das Recht, eine Strecke der Aa flussabwärts schiffbar zu machen. Aufgrund der Knappheit an Brennholz in Herzogenbusch wurde der Plan gefasst, die Aa in ihrer Funktion als Verkehrsweg weiter zu verbessern. Zwischen 1624 und 1628 wurde deshalb der Fluss an verschiedenen Stellen vertieft und schon bestehende Schleusen wiederhergestellt. Im Dezember 1627 fuhr der erste Flachkahn von Helmond nach ’s-Hertogenbosch und zurück. Die Reise dauerte drei Tage. Als Folge der Belagerung von ’s-Hertogenbosch durch Friedrich Heinrich von Oranien 1629 sowie dem späteren Fall der Stadt wurden diese Pläne später nicht weiter verfolgt. 1739 und 1798 wurde erwogen, die ursprünglichen Pläne doch noch umzusetzen. Aufgrund von Uneinigkeit zwischen den verschiedenen Gemeinden und der Frage, inwiefern sich jede Gemeinde an den Kosten zu beteiligen habe, wurden diese Pläne jedoch nie realisiert. Es wurde deutlich, dass der zu erwartende Ertrag in keinem Verhältnis zu den entstehenden Kosten stehen würde. Bis ungefähr 1840 war die Aa für kleinere Schiffe und Flöße von Erp bis Hertogenbosch schiffbar. Auf der Höhe von Keldonk war der Fluss ungefähr 7 Meter breit. Mehrere Schleusen sorgten dafür, den Höhenunterschied zu mildern.

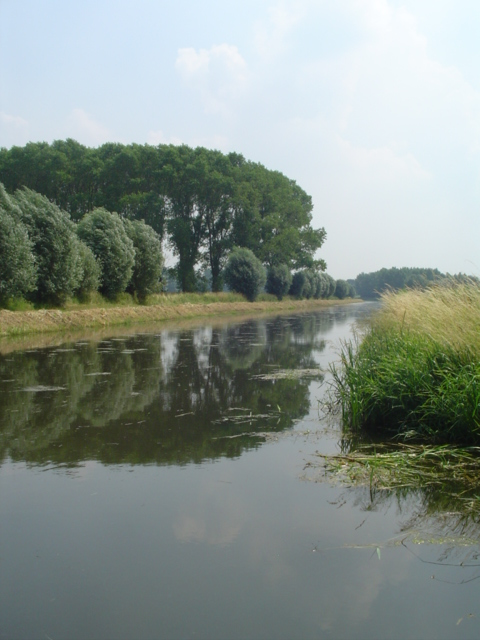
Begradigte Aa bei Veghel

## Flussbegradigung
Mit dem Bau des Kanals Zuid-Willemsvaart, 1823 begonnen und 1826 vollendet, verlor die Aa ihre Funktion als Wasserweg. Die Probleme aufgrund regelmäßiger Überflutungen von Weide- und Ackerflächen in dem weitgehend agrarisch geprägten Umfeld der Aa blieben bestehen. Erst mit der Gründung des Wasserverbunds Untere Aa (Waterschap de Beneden Aa) 1864, der 1924 im größeren Wasserverbund De Aa (Waterschap De Aa) aufging, wurde beschlossen, die Probleme strukturell zu lösen, in dem die Aa kanalisiert werden sollte. Mit den Arbeiten wurde zu Beginn der 1930er-Jahre begonnen. 1200 Arbeiter sorgten dafür, dass alle Seitenarme der Aa verschwanden, sodass der Fluss seine charakteristische Mäanderstruktur verlor. Mehrere Wehre wurden angelegt, um ein zu schnelles Abfließen des Wassers zu verhindern. Anfangs wurden die Arbeiten nur mit Spaten und Schubkarren ausgeführt. Erst in den 1960er-Jahren kam schweres Gerät zum Einsatz. Die Begradigung der Aa veränderte nachhaltig das umliegende Landschaftsbild und verringerte den Artenbestand an Pflanzen und Tieren. Die Nasswiesen, die von Schilfrohr umgebenen Tümpel und Teiche mit ihrem Fischbestand, Vögeln und Pflanzenarten verschwanden, um Platz zu machen für landwirtschaftliche Nutzfläche.

## Renaturierungsmaßnahmen

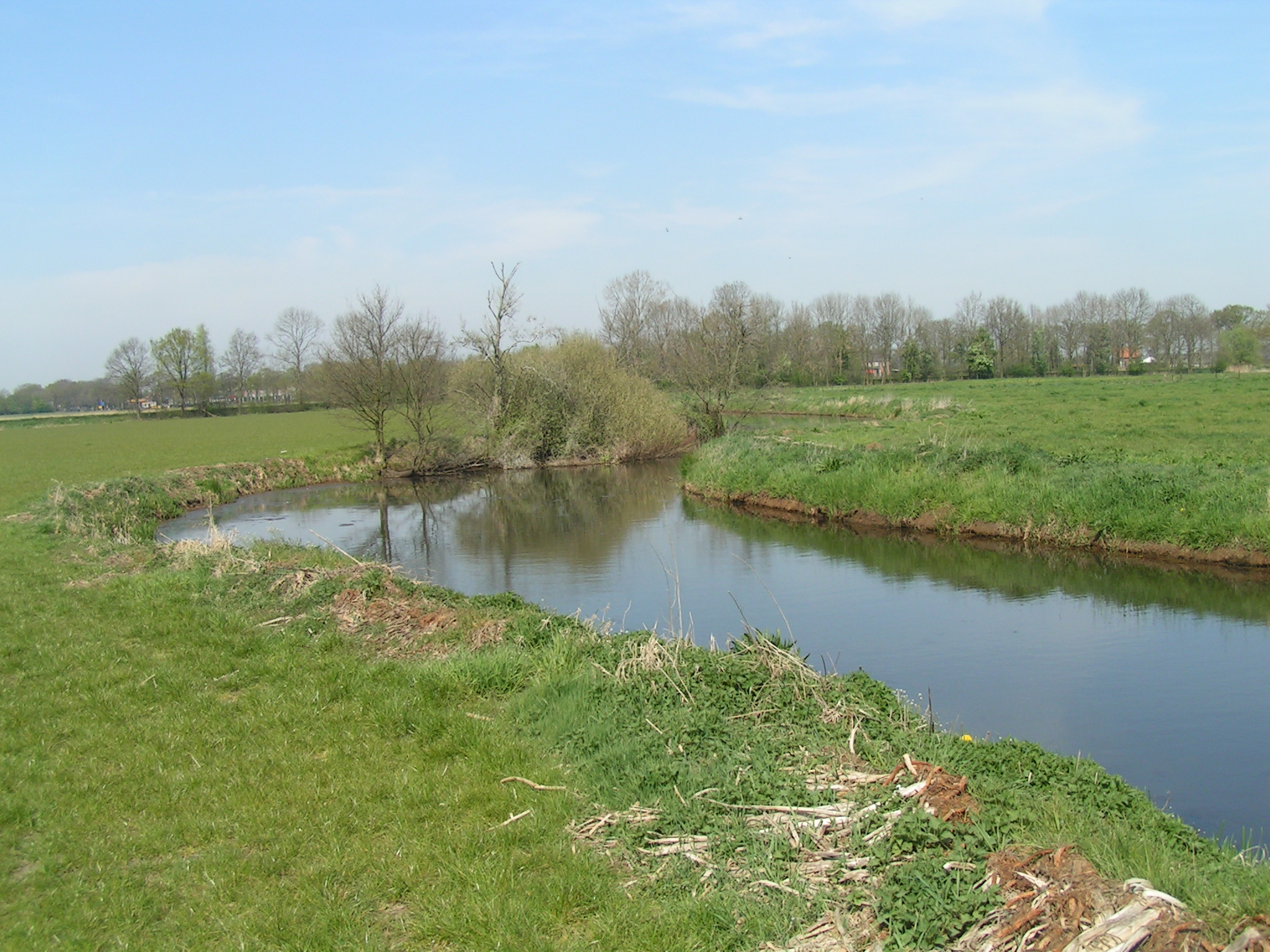
Alte Flussschlinge der Aa bei Heeswijk-Dinther

Seit 2004 ist das Strömungsgebiet der Aa Teil des Wasserverbunds Aa und Maas (Waterschap Aa en Maas). Ende der 1980er-Jahre begann sich langsam ein ökologisches Bewusstsein zu entwickeln. Dies hatte zur Folge, dass gegenwärtig versucht wird, den verursachten Schaden an der Landschaft zu einem gewissen Maße zu reparieren. Alte Flussschlingen wie die bei Schloss Heeswijk werden sorgfältig instand gehalten. Der Wasserverbund legt naturfreundliche Ufer an und an manchen Stellen hat der Fluss seinen ursprünglichen mäandernden Verlauf zurückerhalten, so zum Beispiel nördlich von Helmond. Es können jedoch nicht alle Flussschlingen wiederhergestellt werden. Deshalb werden stattdessen an Stellen des Flusslaufs, an denen sich vorher keine Flussschlingen befanden, neue angelegt.

## Entwicklungsprojekte

### Dynamisches Bachtal (Dynamisch Beekdal)
Mit diesem Projekt wurde dem Wasser zwischen Heeswijk-Dinther und ’s-Hertogenbosch mehr Raum gegeben, sodass jetzt die Wasserbewegung natürlicher ist, was flussabwärts Problemen durch Überflutungen vorgebeugen sollen.

### Masterplan Aa Veghel
Dieses Projekt soll den Verlauf der Aa innerhalb der Gemeinde Veghel wiederherstellen. Es betrifft den Flusslauf ab der Autobahn A50 im Norden bis zum Anfang der Gemarkung Erp, eine Strecke von ungefähr 8 km. Mit der ersten Phase dieses Projekts wurde im Juni 2007 begonnen.